# Ecce Homo (Elías García Martínez)
Ecce Homo (llatí per a aquest és l'home o heus aquí l'home) és un fresc del pintor espanyol Elías García Martínez al Santuari de la Misericòrdia de Borja, Saragossa.
Segons la premsa, la pintura és de modest valor artístic ("valor escàs" / "poca importància artística"), i va adquirir fama a tot el món a causa d'un intent de "restauració" per part de Cecília Giménez, una octogenària del poble (segons les autoritats locals) sense cap mena de formació ni coneixements especialitzats. En la imatge que encapçala aquest article s'hi veu l'original d'Elías García Martínez.
Aquesta obra l'artista la va oferir al poble on solia passar les seves vacances, amb una menció de l'autor que "aquest és el resultat de dues hores de devoció a la Verge de la Misericòrdia".
Martínez, l'artista original, va ser professor a l'Escola d'Art de Saragossa. Els seus descendents encara resideixen a Saragossa, i van proposar fer una donació per al manteniment de la pintura abans de descobrir l'intent de Giménez per a restaurar-la.

## Cultura popular
La pintura, realitzada a l'oli sobre el mur sec i sense ímprimant previ, data de principis del segle xx. L'agost de 2012 va cobrar celebritat quan es va revelar la fallida restauració per part de Cecilia Giménez, aficionada octogenària.
La pintura, sotmesa a la humitat ambiental, es trobava en avançat estat de deteriorament, per la qual cosa la senyora, que havia restaurat la túnica, va perdre el control de la situació amb el rostre de Crist. Un corresponsal de la BBC a Europa va dir que l'obra es va transformar en un "esbós d'un mico molt pelut amb una túnica mal ajustada".
A més dels nombrosos articles de premsa, els usuaris d'internet es van apoderar del fenomen oferint moltes interpretacions del "nou Ecce Homo de Borja ", que s'ha anat convertint en una icona popular. Diverses peticions van posar en marxa per a la conservació de la nova versió de l'obra, una de les quals va recollir més de 10.000 firmes en uns dies. El cineasta Álex de la Iglesia es va aprofitar d'aquesta nova versió en el seu compte de Twitter, descrivint-la com una "icona de la nostra forma de veure el món". Per l'escriptor espanyol Jesús Ferrero, "Les mans radiants de la dona" han transformat l'estat de la tela, des del treball "terriblement acadèmic i arrelat del segle XIX", al d'una "icona pop".